# Eilema nigripars
Eilema nigripars är en fjärilsart som beskrevs av Walker 1856. Eilema nigripars ingår i släktet Eilema och familjen björnspinnare. Inga underarter finns listade i Catalogue of Life.